# Ajuntament de Reus
L'Ajuntament de Reus és la seu del consistori de la ciutat de Reus a la comarca Baix Camp. L'edifici, amb elements del segle xvii i xx forma part de l'Inventari del Patrimoni Arquitectònic de Catalunya.

## Arquitectura
Segons l'historiador reusenc Andreu de Bofarull, l'antic ajuntament era al lloc que era conegut com la plaça de la Vila o plaça Major, davant de l'església de Santa Maria, actualment la Prioral de Sant Pere), on avui hi ha les Pescateries Velles. Diu que els primers documents que la localitzen són de 1296. Al segle xiv els jurats tenien, al lloc on hi ha l'edifici actual, un hort amb una petita casa on es reunien. A l'hort hi celebraven els judicis, ja que tenia més capacitat que la casa del comú. A la primeria del segle xv es va aixecar a la plaça del Mercadal el primitiu casal municipal.
La primitiva fàbrica de l'edifici, conegut com a Casa del Consell, tenia un aspecte diferent a l'actual. La façana, de notable alçada i aparença noble, era porxada i així completava  el tomb de porxos a la plaça. Sota aquests porxos hi devia haver una portalada en la qual els muntants i la llinda estarien ornamentats amb diversos relleus. A l'interior de l'edifici hi havia un pati amb una escala que duia a la planta noble, sota la qual, aprofitant la volta, hi havia la presó. En aquest pati hi havia la porta d'accés a la sala del «Juí de prohoms», és a dir, el lloc on s'impartia justícia. L'escala acabava en una galeria coberta que accedia a les cambres de la planta noble on hi havia la Sala del Consell, amb una gran balconada que donava a la plaça del Mercadal.
El bastiment del nou edifici, que consistí principalment en la reforma de la façana, va començar el 1601 d'acord amb el projecte dels mestres d'obres Joan Mas i Antoni Pujades, deixebles de Francisco de Mora. Es conservà bàsicament l'antiga estructura interior, i al primer pis van fer-s'hi dues grans sales. A la sala on es reunia el consell hi havia, a més una capella amb la imatge de Sant Pere i, és de suposar, un quadre referit a l'aparició de la Mare de Déu de Misericòrdia.
Part de l'obra va ser contractada pel preu de 800 terços. Se'ls va donar franquícia de carn i se'ls gratificà amb 25 lliures perquè acceleressin la terminació de la part contractada, acabada l'any 1602. Les obres encara van durar uns anys. La porta primitiva datava de 1610.
Tot plegat era un edifici de dues plantes, de composició renaixentista, i, segons Arnau Puig, les volutes dels frontis del primer pis i de les finestres van ser els primers elements barrocs de la península. En els frontis dels balcons es llegeixen les inicials D.I.Q.I.Terram, que segons Saldoni Vilà, volen dir «Diligite iustitiam qui iudicatis terram» (llatí per a «estimeu la justícia vos que jutgeu la terra»). En la segona planta, els carreus i la pedra polida, junt amb la cornisa, donaven un element d'horitzontalitat capaç de compensar la verticalitat de les obertures.

## Història

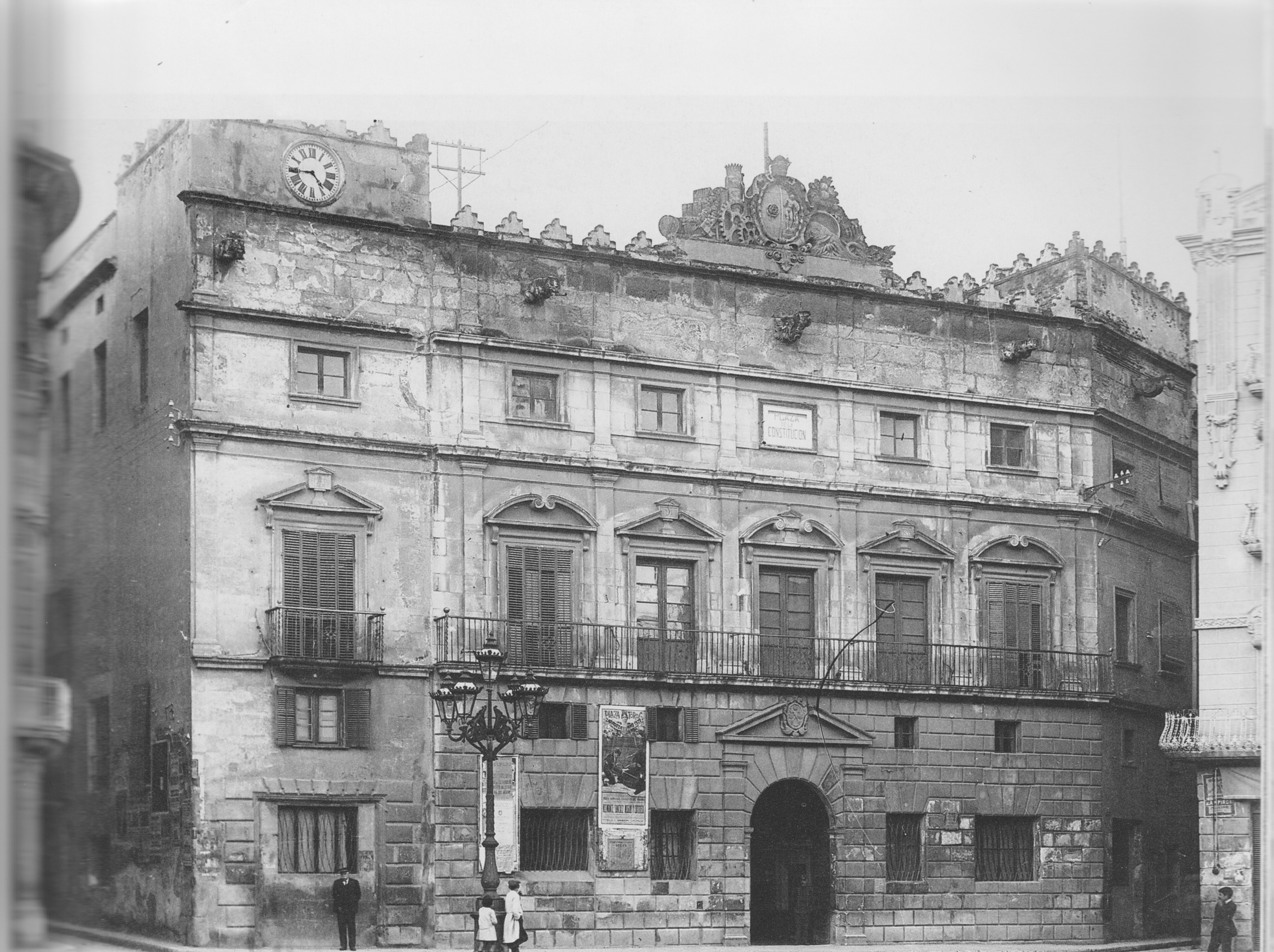
Façana de l'ajuntament el 1920. Es veu l'antiga porta principal, avui traslladada al carrer d'Aleus

Al nou edifici del Mercadal, el 1712 es va afegir a l'edifici una planta més, dues torres que la flanquejaven, i unes gàrgoles que duen al centre l'escut de la ciutat dins d'una àliga imperial, probable referència al títol de ciutat atorgat a Reus per l'Arxiduc Carles d'Àustria. Durant el segle xviii i sobretot durant el XIX es van fer constants modificacions. A la segona meitat del XIX el Saló de Sessions, de gran aparença, era de volta, i s'havia iniciat poc després de la Guerra de Successió. El 1861 es va col·locar a la façana un enorme escut de Reus voltat d'al·legories a les pràctiques econòmiques de la ciutat, la indústria, el comerç i l'agricultura, obra de l'escultor Andreu Arpa. El 1923 l'edifici amenaçava ruïna, i s'encarregà a l'arquitecte municipal, Pere Caselles, un projecte de restauració que ampliés l'espai útil, modernitzés l'estructura i reforcés tot l'edifici. Dificultats de tota mena van fer lentes les obres, i el 1932 el consistori aprovà una nova reforma feta per l'arquitecte municipal del moment Antoni Sardà i Moltó que suggerí la compra de tres cases laterals per a ampliar l'edifici, fer una nova portalada principal i traslladar la porta frontal d'exquisida composició a la façana posterior, aixecar l'entrada actual amb dues columnes adossades, mantenir una de les torres i convertir la que feia cantonada en un campanaret. L'execució va ser molt lenta. Els fets d'octubre de 1934, els canvis a l'ajuntament i la guerra civil va fer que encara el 1945 es treballés en l'ornamentació de la Sala de Sessions i la majestuosa escala principal, el 1950 en la col·locació del marbre del vestíbul i el 1952 en la torre del rellotge. Interiorment cal destacar l'escala d'accés de doble tram i el saló de sessions. Fins a l'any 1920 la façana era d'estil renaixentista toscà: sobre un sòcol de pedra encoixinada que anava de terra fins a la planta noble, s'hi incorporaven els balcons del pis principal, coronats alternativament per frontons triangulars i escarsers. Al damunt hi havia les finestres rectangulars de les golfes.
Pel que fa a la façana del carrer d'Aleus, és formada per una planta baixa, dos pisos i terrat. Destaca la planta baixa feta de carreus encoixinats; portada amb arc de mig punt, que era abans a la façana principal, pilastres superposades de secció quadrada i frontó doble amb escut. Corona el conjunt una balustrada de pedra artificial.